# Lycophidion multimaculatum
Lycophidion multimaculatum – gatunek niewielkiego, jajorodnego, niejadowitego węża należącego do rodziny Lamprophiidae.
Najdłuższa zanotowana samica mierzyła 47,5 centymetra, samiec zaś 28,6 centymetra.
Występuje w środkowej i południowej Afryce na terenie następujących państw: Angola, Demokratyczna Republika Konga, Kamerun, Kongo, Namibia, Nigeria, Republika Środkowoafrykańska, Tanzania, Zambia, według niektórych autorów także Sudan, Sudan Południowy i Gabon.